# Mihajlovka (Miskinói járás)
Mihajlovka (orosz betűkkel: Михайловка, baskír nyelven: Михайловка) falu Oroszországban, a Baskír Köztársaságban, a Miskinói járásban.

## Népesség
- 2002-ben 1 orosz lakosa volt.
- 2010-ben lakatlan település.